# Mariem Alaoui Selsouli

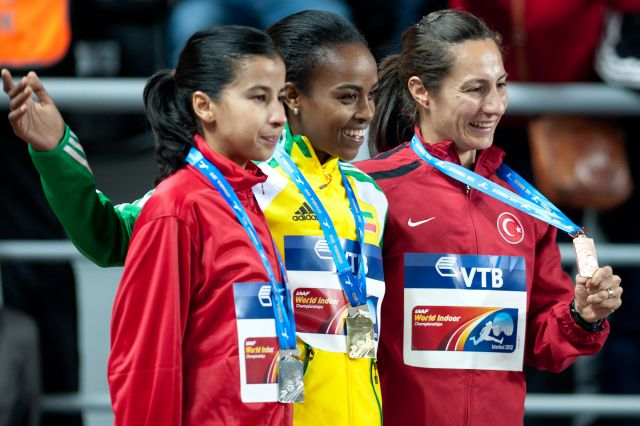
Mariem Alaoui Selsouli i Istanbul 2012 tillsammans med Genzebe Dibaba och Aslı Çakır

Mariem Alaoui Selsouli, född den 8 juli 1984 i Marrakech är en marockansk friidrottare som tävlar i medeldistanslöpning.
Alaoui Selsoulis genombrott kom när hon slutade tvåa på 3 000 meter vid VM för juniorer 2002. 2006 slutade hon på sjätte plats vid inomhus-VM på samma distans. Samma år blev hon även femma vid afrikanska mästerskapen på 5 000 meter. 
Vid VM i friidrott 2007 tog hon sig vidare till finalen på 1 500 meter där hon slutade på en femte plats. Hennes första mästerskapsmedalj vann hon vid inomhus-VM 2008 då hon slutade på tredje plats på 3 000 meter.
Hon deltog vidare vid Olympiska sommarspelen 2008 då på 5 000 meter men blev utslagen redan i försöken och fick därför inte delta i finalen.
Under Diamond League-galan i Paris juli 2012 visade hennes urinprov spår av ett vätskedrivande medel. Till följd blev hon avstängd på livstid då hon tidigare varit avstängd för dopning under 2009.

## Personliga rekord
- 1 500 meter - 4.01,52
- 3 000 meter - 8.29,52
- 5 000 meter - 14.36,52